# 130th Airlift Wing
La 130th Airlift Wing (130 AW) est une unité de la Garde nationale aérienne de Virginie-Occidentale, stationnée sur McLaughlin Air National Guard Base, à Charleston, en Virginie-Occidentale. Si elle appartient service fédéral, l'unité agis au profit de l'US Air Force Air Mobility Command.

## Unités
La 130th Airlift Wing se compose des unités suivantes
- 130th Operations Group
- 130th Airlift Squadron (en)
- 130th Maintenance Group
- 130th Mission Support Group
- 130th Medical Group

## Historique
Le 1er juillet 1960, le 130th Troop Carrier Squadron (en) de la Garde nationale aérienne de Virginie-Occidentale est autorisé à s'étendre à un niveau de group, et le 130th Air Commando Group est créé par le National Guard Bureau (en). Le 130th Air Commando squadron devient l'unité navigante du group. Les autres unités alors affectées au groupe sont le 130th Headquarters, le 130th Material Squadron (Maintenance), le 130th Combat Support Squadron et le 130th USAF Dispensary. Les avions équipant le nouveau groupe sont des C-119 Flying Boxcars et des avions d'observation de combat U-10D Super Courier (en). Le 130th ACG assure alors principalement des missions d'opérations spéciales.
Tandis que le group poursuit sa mission et sa formation avec le 1st Air Commando Group dans le nord de la Floride, en 1968, le QG USAF ordonne que toutes les unités nommées Air Commando soient redésignées comme unités «Special Operations» pour être plus descriptives de leur mission. Dans les années 1960 et dans les années 1970, le 130th participe à de nombreuses missions internationales et est reconnu pour ses performances. Le 130th reçoit le trophée Spaatz à quatre reprises en tant qu'"unité navigante exceptionnelle" et l'Air Force Outstanding Unit Award à cinq reprises.
En 1975, les Flying Boxcars sont retirés, le 130th recevant le C-130E Hercules beaucoup plus adapté au transport, l'unité est alors désigné comme "Tactical Airlift". La transition vers le C-130 a fait passer l'unité du Tactical Air Command au Military Airlift Command (en), la mission principale du group devenant le transport aérien tactique, la mission d'opérations spéciales devenant secondaire avec la fin de la guerre du Vietnam.
Une mise à niveau du modèle du C-130H est achevée en 1986, et en août et septembre 1990, le 130th TAG a commandé un ensemble "volontaire" de 16 C-130 et de personnel de soutien d'unités provenant unités des gardes nationales de Virginie-Occidentale, du Tennessee, du Texas, du Missouri et du Delaware, en appui de l'opération Desert Shield. En Octobre 1990, à la suite de l'appel présidentiel, des membres sélectionnés du 130th Tactical Airlift Squadron se combinent avec le 181st Tactical Airlift Squadron (en) pour former le personnel fonctionnel du 1630th Tactical Airlift Squadron (provisoire) sur l'aéroport international d'Al Ain aux Emirats Arabes Unis. En décembre 1990, une partie du personnel de la 130th Tactical Clinic et du130th Mobile Aerial Port Squadron est déployée respectivement sur la RAF Bicester (en), au Royaume-Uni et sur la Dover Air Force Base, dans le Delaware, à la suite de l'opération Desert Storm jusqu'en juin 1991. Les membres du groupe situé aux Émirats arabes unis ont reçu l'Air Force Outstanding Unit Award avec valeur .
En avril 1992, certains membres de l’unité et certains aéronefs sont déployés sur la Rhein-Main AB, en Allemagne, en appui du pont aérien bosniaque, dénommé "opération Provide Promise (en)". Le 130th s'est déployé à plusieurs reprises depuis cette date pour "Provide Promise", la dernière période étant du 21 septembre 1998 au 29 octobre 1998. En août 1993, un avion et 2 équipages sont envoyés au sein de l'opération "opération Support Hope" pendant 30 jours au Rwanda.
Sur le plan organisationnel, le 130th a été étendu au statut de wing en 1995. De janvier à mars 1996, l'unité déploie 2 avions, 6 équipages et un soutien à Daharan, en Arabie saoudite, en appui de l'opération Southern Watch.
À la mi-2000, la 130th AW a envoyé plusieurs avions et personnel de soutien au Panama pour Coronet Oak. Pendant leur séjour, le personnel de l'escadre a été fortement impliqué dans les secours à la suite de l'ouragan Mitch au Honduras et au Nicaragua.

### BRAC 2005
Le 13 mai 2005, le département de la Défense des États-Unis publie son rapport BRAC (Base Realignment and Closure, 2005) et la 130th Airlift Wing est l'une des unités devant être finalement déclassée. Son complément de 8 avions C-130H serait transféré sur la Pope Air Force Base (en), et son complément de personnel de soutien au combat expéditionnaire (ECS) à la 167th Airlift Wing.
En apprenant cela, plusieurs anciens commandants de la 130th Airlift Wing ainsi que des membres de la commission locale du comté de Kanawha et du conseil d'administration de l'aéroport de Yeager ont formé une organisation pour tenter d'empêcher le déclassement de l'unité. À la suite d'une vague de soutien communautaire, de l'argent est recueilli pour des annonces dans les journaux et à la radio et pour embaucher des analystes familiers avec le BRAC, le tout dans le but de sauver l'unité. Des fonds sont fournis par l'aéroport de Yeager, la Commission du comté de Kanawha et l'organisation locale de développement économique, la Charleston Area Alliance. Le 13 juin 2005, des membres de la commission BRAC viennent à Charleston pour évaluer la base et s'entretenir avec le général Tackett, le gouverneur Joe Manchin, le sénateur Robert Byrd, le membre du Congrès Shelley Moore Capito et le colonel Bill Peters, Jr, ancien commandant du 130th et président pour de l'organisation de défense de l'unité.
À la suite de cette visite et après avoir recueilli toutes les informations qui leur ont été présentées pendant cette période, la commission BRAC vote à l'unanimité, 9-0, pour maintenir l'unité intacte.

### Réalisations notables
- Février 1965 - Première unité de la Garde aérienne à se déployer à l'extérieur des États-Unis[1].
- 1981 - Première unité de la Garde aérienne à participer à l'"Opération Bright Star" près du Caire, en Égypte.
- 1984 - Seule unité de la Garde aérienne à participer au 40e anniversaire du jour J, organisé en France.
- 1987 - Première unité à se combiner avec la force active pour une inspection ORI.
- Août 1990 - Leader du groupe de volontaires 1630th TAS pendant Desert Shield. Basé sur la base aérienne d'Al Ain, aux Émirats arabes unis, le 1630 a effectué des missions dans tous les pays de l'Asie du Sud-Ouest.
- Octobre 1990 - Les membres du 130th Tactical Airlift Squadron et du 130th Maintenance Squadron sont activés par arrêté présidentiel et rejoignent les autres membres du 1630th TAS déjà en place pour Desert Shield.
- Novembre 1990 - La 130th Tactical Clinic est activée par arrêté présidentiel et envoyée en Angleterre pour diriger un hôpital pour les victimes de guerre
- Décembre 1990 - Le 130th Mobile Aerial Port par arrêté présidentiel et envoyé à Dover AFB, pour soutenir Desert Shield et Desert Storm.
- Janvier 1991 - Desert Storm - Plusieurs membres du 1630th Tactical Airlift Squadron et des avions déployés à King Fahd AB, en appui de la partie aérienne de l'opération Desert Storm. L'unité a déplacé plus de fret et de troupes (poids) en 12 jours que dans tout le pont aérien de Berlin.
- Avril 1991 - L'unité rentre chez elle
- Avril 1992 - Des membres de l'unité et des aéronefs sont déployés sur la base aérienne de Rhein-Main, en Allemagne, en appui du pont aérien bosniaque, l'Opération Provide Promise (en). Le 130th s'est déployé à plusieurs reprises depuis cette date pour "Provide Promise", la dernière période étant du 21 septembre 1998 au 29 octobre 1998.
- Août 1993 - Un avion et 2 équipages ont été envoyés sur l'Opération Support Hope pendant 30 jours au Rwanda, en Afrique.
- Janvier – Mars 1996 - L'unité a déployé 2 aéronefs, 6 équipages et un effectif de soutien à la maintenance à D'haran en appui de l'opération Southern Watch.
- Avril - Juin 1998 - Soutien à l'opération Southern Watch depuis la base aérienne de Prince Sultan.

### Lignée
Désigné 130th Air Commando Group et attribué à la Garde nationale aérienne de Virginie Occidentale en 1960
Reconnaissance fédérale étendue le 1er juillet 1960
Nouvelle désignation: 130th Special Operations Group, 1er juillet 1968
Nouvelle désignation: 130th Tactical Airlift Group, 1er juillet 1975
Nouvelle désignation: 130th Airlift Group, 16 mars 1992
Le statut est passé de Group à Wing, le 1er octobre 1995
Nouvelle désignation: 130th Airlift Wing, 1er octobre 1995

### Affectations
- Garde nationale aérienne de Virginie Occidentale, 1er juillet 1960

Géré par: Tactical Air Command
Géré par: Military Airlift Command, 1er juillet 1975
Géré par: Air Mobility Command, 1er juin 1992
Géré par: Air Combat Command, 1er octobre 1993
Géré par: Air Mobility Command, 1er octobre 1997 - Aujourd'hui

### Composantes
- 130th Operations Group, 1er octobre 1995 - Aujourd'hui
- 130th Air Commando (Puis, Special Tactical Airlift, Airlift), Squadron, 1er juillet 1960 - Présent

### Lieux
Aéroport de Yeager Charleston, Virginie-Occidentale, 1er octobre 1955
Désigné: McLaughlin Air National Guard Base, 1991 - Présent

### Appareils
- C-119 Flying Boxcar, 1960–1975
- U-10D Super Courier (en), 1960–1975
- C-130E Hercules, 1975–1986
- C-130H Hercules, 1986–Présent

### Décorations
- Air Force Outstanding Unit Award[2]